# Rezerwat przyrody Žibrica
Rezerwat przyrody Žibrica – rezerwat przyrody o powierzchni 68,59 ha, zlokalizowany na Słowacji, na północ od Nitry, w partii szczytowej i na stokach góry o tej samej nazwie (617 m n.p.m.). Rezerwat powstał w 1954.
Teren ma charakter podobny do pobliskiego rezerwatu przyrody Zoborská lesostep. Chroni łąki przypominające step oraz lasostep na wapiennym podłożu z sucholubną oraz ciepłolubną florą. Występują tu m.in. Himantoglossum caprinum, groszek błękitny, dziewanna fioletowa i Orlaya grandiflora.
W bezpośrednim sąsiedztwie rezerwatu znajduje się kamieniołom wapienia, który był użytkowany od lat 50. XX wieku – jego dalsza eksploatacja zagrażała zachowaniu walorów przyrodniczych okolicy.
Przez teren rezerwatu przechodzi czerwony  szlak turystyczny z Nitry i szczytu Zobora do Žiran